# Bernard Le Coq
Pour les articles homonymes, voir Le Coq (homonymie).
 (décembre 2024).
Si vous disposez d'ouvrages ou d'articles de référence ou si vous connaissez des sites web de qualité traitant du thème abordé ici, merci de compléter l'article en donnant les références utiles à sa vérifiabilité et en les liant à la section « Notes et références ».
Bernard Le Coq (parfois écrit Bernard Lecoq), né le 25 septembre 1950 au Blanc (Indre), est un acteur français.

## Biographie
Sa mère était concierge et son père peintre en bâtiment. Il débute au cinéma dès 1967 et obtient un premier rôle en 1969 dans Du soleil plein les yeux, de Michel Boisrond. Son premier grand rôle est celui de Jean-Paul Boursault, fils d'Annie Girardot et frère de Claude Jade dans Les Feux de la Chandeleur en 1972. Depuis la fin des années 1970, il va surtout se consacrer à la télévision. Il est au générique de nombreux téléfilms et séries télévisées, notamment Les Grandes Marées, Les Steenfort, maîtres de l'orge. Bernard Le Coq devient par ailleurs célèbre en Espagne en tournant pour des publicités pour la boisson Schweppes à la fin des années 1970 et au début des années 1980.
En 1992, il joue dans la série de TF1 Une famille formidable, au côté d'Anny Duperey. La série durera 15 saisons sur 26 ans, pour se terminer en décembre 2018.
En 2011 et 2013, il incarne Jacques Chirac pour deux productions différentes, au cinéma et à la télévision.
Il obtient le César du meilleur acteur dans un second rôle en 2003 pour son personnage de professeur traitant les troubles de la mémoire d'Isabelle Carré dans Se souvenir des belles choses, de Zabou Breitman, et deux autres nominations dans la même catégorie pour l'incarnation de deux personnages réels : en 1992, Théodore dit Théo van Gogh, le frère de Vincent, dans le Van Gogh, de Maurice Pialat et, en 2012, Jacques Chirac dans La Conquête, de Xavier Durringer.
Il est membre de l'académie Alphonse Allais depuis janvier 2020.

## Filmographie

### Cinéma

#### Longs métrages
- 1967 : Les Grandes vacances de Jean Girault : Jean-Christophe
- 1968 : Béru et ces dames de Guy Lefranc : Le jeune homme dans la grange
- 1968 : La Leçon particulière de Michel Boisrond : Jean-Pierre
- 1968 : Faites donc plaisir aux amis de Francis Rigaud : Jerry
- 1969 : La Honte de la famille de Richard Balducci : Jérôme Ratières
- 1969 : Du soleil plein les yeux de Michel Boisrond : Bernard
- 1970 : La Liberté en croupe d'Édouard Molinaro : Albin Cérès
- 1971 : César et Rosalie de Claude Sautet : Michel
- 1972 : Le Gang des otages d'Édouard Molinaro : un journaliste
- 1972 : Les Feux de la Chandeleur de Serge Korber : Jean-Paul Boursault
- 1973 : Les Granges brûlées de Jean Chapot : Paul
- 1973 : Le Concierge de Jean Girault : Christophe Mérignac
- 1974 : Comme un pot de fraises de Jean Aurel : Marc
- 1974 : Mariage de Claude Lelouch : Le jeune homme
- 1975 : Vous ne l'emporterez pas au paradis de François Dupont-Midy : Pierre
- 1975 : C'est dur pour tout le monde de Christian Gion : Laurent
- 1975 : La Bulle de Raphaël Rebibo : Erwin
- 1976 : Le Diable dans la boîte de Pierre Lary : Allard
- 1978 : Le Franc-tireur de Maurice Failevic et Jean-Claude Carrière : Jacques Maréchal
- 1978 : Chaussette surprise de Jean-François Davy : Raphaël
- 1979 : Le Toubib de Pierre Granier-Deferre : Gérôme
- 1979 : À nous deux de Claude Lelouch : Le photographe
- 1980 : Pile ou face de Robert Enrico : Philippe
- 1980 : T'inquiète pas, ça se soigne d'Eddy Matalon : Fernand Tabard
- 1980 : Trois Hommes à abattre de Jacques Deray : Gassowitz
- 1981 : Il faut tuer Birgitt Haas de Laurent Heynemann : Colonna
- 1981 : Un pasota con corbata de Jesús Terrón : David Santander
- 1982 : Tout le monde peut se tromper de Jean Couturier : Inspecteur Tom Tarnopol
- 1984 : Jeans Tonic de Michel Patient : Kant
- 1987 : Gros Cœurs de Pierre Joassin : Jean-Noël Tavernier
- 1988 : Thank you Satan d'André Farwagi : Le prêtre
- 1989 : Feu sur le candidat d'Agnès Delarive : Commissaire Pierre Tammard
- 1991 : Van Gogh de Maurice Pialat : Théo
- 1992 : Amok de Joël Farges : Le voyageur
- 1993 : Elles ne pensent qu'à ça... de Charlotte Dubreuil : Pierre
- 1994 : Les Patriotes d'Éric Rochant : Bill Haydon
- 1995 : Arthur de Félicie Dutertre et François Rabes
- 1995 : Mon homme de Bertrand Blier : Inspecteur Marvier
- 1995 : C'est jamais loin d'Alain Centonze : Estier
- 1996 : Capitaine Conan de Bertrand Tavernier : Lt. De Scève
- 1997 : Jeunesse de Noël Alpi : Dorval
- 1997 : Le Clone de Fabio Conversi : François
- 1997 : Bouge ! de Jérôme Cornuau : Tony Sachs
- 1998 : Le Nuage (La Nub) de Fernando Solanas : Eduardo
- 1998 : L'École de la chair de Benoît Jacquot : Cordier
- 1998 : Restons groupés de Jean-Paul Salomé : Jean-Michel
- 1999 : La Taule d'Alain Robak : Le directeur
- 2000 : Un ange de Miguel Courtois : Pascal Olmetti
- 2001 : Se souvenir des belles choses de Zabou Breitman : Prof. Christian Licht
- 2001 : Féroce de Gilles de Maistre : Cervois
- 2002 : Au plus près du paradis de Tonie Marshall : Bernard
- 2002 : La Fleur du mal de Claude Chabrol : Gérard Vasseur
- 2003 : La Demoiselle d'honneur de Claude Chabrol : Gérard
- 2004 : Pourquoi (pas) le Brésil de Lætitia Masson : Maurice Rey, le producteur
- 2004 : Caché de Michael Haneke : Le rédacteur en chef
- 2004 : La Boîte noire de Richard Berry : Walcott / Docteur Granger
- 2005 : Joyeux Noël de Christian Carion : Le général
- 2005 : G.A.L. de Miguel Courtois : Président
- 2005 : L'Année suivante d'Isabelle Czajka : François
- 2005 : L'Occitanienne ou le Dernier Amour de Chateaubriand de Jean Périssé : François-René de Chateaubriand
- 2007 : Vent mauvais de Stéphane Allagnon : Hopquin
- 2008 : Marié(s) ou presque de Franck Llopis : Marcel
- 2009 : Rose et Noir de Gérard Jugnot : Castaing
- 2009 : La Grande Vie d'Emmanuel Salinger : Mascrier
- 2009 : Streamfield, les carnets noirs de Jean-Luc Miesch : Dominique Menacci
- 2011 : La Conquête de Xavier Durringer : Jacques Chirac
- 2011 : Monsieur papa de Kad Merad : le proviseur
- 2012 : Le Capital de Costa-Gavras : Antoine de Suze
- 2014 : La Fabuleuse Histoire de monsieur Riquet de Jean Périssé : le narrateur, Pierre-Paul Riquet
- 2017 : C'est beau la vie quand on y pense de Gérard Jugnot : Marc
- 2017 : Daddy Cool de Maxime Govare : Martin
- 2018 : J'ai perdu Albert de Didier van Cauwelaert : Georges
- 2018 : Christ(off) de Pierre Dudan : Père Bernard
- 2018 : L'Incroyable Histoire du facteur Cheval de Nils Tavernier : Auguste
- 2019 : Qui m'aime me suive ! de José Alcala : Étienne
- 2019 : Riquet, le songe de Naurouze de Jean Périssé : Pierre-Paul Riquet
- 2022 : Adieu Paris d'Édouard Baer : Enzo
- 2022 : L'Homme parfait de Xavier Durringer : Docteur Morgan
- 2022 : Les Vieux Fourneaux 2 : Bons pour l'asile de Christophe Duthuron : Antoine
- 2022 : Chœur de rockers d'Ida Techer et Luc Bricault : André
- 2024 : Fêlés de Christophe Duthuron : Daniel
- 2025 : La Vie devant moi de Nils Tavernier

#### Courts métrages
- 1996 : Après coup de Bertina Henrichs
- 2001 : L'assurance est un plat qui se mange froid de Daniel Jenny
- 2004 : Le Premier Jour de Luc De Saint-Sernin
- 2004 : Alea Jacta Est ! de Daniel Jenny
- 2009 : Modus vivendi de Liliane Rovère
- 2013 : En direct sur… de Lancelot Mingau

### Télévision
- 1977 : Photo souvenir d'Edmond Séchan : Jérôme
- 1977 : Le Train des cabots de Michel Boisrond : Tabuteau
- 1977 : Esprit de suite de Jean Hennin : Gilles
- 1978 : Le Franc-tireur de Maurice Failevic : Jacques Maréchal
- 1978 : Messieurs les ronds-de-cuir de Daniel Ceccaldi : Lahrier
- 1978 : Le Bord de la mer de Michel Wyn : Henri
- 1979 : Lundi d'Edmond Séchan : Lui
- 1979 : Le Troisième Couteau de Robert Valey : Emile
- 1980 : Code 41617 de Claude Vajda : Un enquêteur
- 1980 : Des vertes et des pas mûres de Maurice Delbez : Claude
- 1981 : La Chèvre d'or de Jean Dasque : Paul
- 1981 : Le Serment d'Heidelberg d'André Farwagi : Nicolas Blondeau
- 1985 : Clémence Aletti de Peter Kassovitz : François Gireau
- 1985 et 1988 : Julien Fontanes, magistrat : Le juge Gallie
- 1986 : Comme un poisson sans bicyclette de Jean-Claude Charnay : Dimitri
- 1987 : Opération Ypsilon de Peter Kassovitz : Victor Tokarev
- 1987 : La Reine de la jungle de Peter Kassovitz : Ludovic Sanders
- 1987 : Gros Cœurs de Pierre Joassin : Jean Noel Tavernier
- 1989 : Pause-café pause-tendresse : Alain Calvet
- 1991 : L'Héritière de Jean Sagols : Richard Belfond
- 1992 - 2018 : Une famille formidable : Jacques Beaumont
- 1992 : Softwar de Michel Lang : Bernard Leforestier
- 1993 : Les Grandes Marées de Jean Sagols : François Chevalier
- 1993 : Le Galopin de Serge Korber : Victor Dupuis
- 1994 : Vengeances de Miguel Courtois : Vincent Pelissier
- 1995 : Folle de moi de Pierre Joassin : François Guérin
- 1995 : Les hommes et les femmes sont faits pour vivre heureux… mais pas ensemble de Philippe de Broca : Alfred
- 1996 : 17 ans et des poussières de Joël Santoni
- 1996 : Berjac de Jean-Michel Ribes : Berjac
- 1997 : La Cité des Alouettes de Luc Béraud : Marc
- 1997 : Mauvaises affaires de Jean-Louis Bertuccelli : Philippe Moreau
- 1997 : La Bastide blanche de Miguel Courtois : Jean Roumisse
- 1998 : Pour l'amour d'Elena de Maurice Frydland
- 1999 : Les Steenfort, maîtres de l'orge de Jean-Daniel Verhaeghe : Adrien Steenfort
- 2000 : La Canne de mon père de Jacques Renard : Charles Bertoux
- 2000 : Mémoires en fuite de François Marthouret : Frédéric Lemoyne
- 2001 : Nana d'Édouard Molinaro : Paul Muffat
- 2001 : Un couple modèle de Charlotte Brändström : Romain
- 2002 : Y a pas d'âge pour s'aimer de Thierry Chabert : Roland
- 2002 : Une Ferrari pour deux de Charlotte Brändström : André Herbault
- 2002 : Romance sans paroles de Jean-Daniel Verhaeghe : Emmanuel
- 2003 : Les Enfants du miracle de Sébastien Grall : Antoine Daumier
- 2003 : Un fils de notre temps de Fabrice Cazeneuve : le père
- 2003 : Une villa pour deux de Charlotte Brändström : Daniel Tessard
- 2004 : L'Abbaye du revoir de Jérôme Anger : Jean-Pierre Descombes / Frère Bernard
- 2004 : La Fuite de monsieur Monde de Claude Goretta : Lionel Monde
- 2004 : Vous êtes libre ? de Pierre Joassin : Fabien
- 2004 : Les Femmes d'abord de Peter Kassovitz : Adam
- 2005 : S.A.C., des hommes dans l'ombre de Thomas Vincent : Ferrand
- 2006 : Vive la bombe ! de Jean-Pierre Sinapi : Antoine
- 2006 : Le Ciel sur la tête de Régis Musset : Guy
- 2006 : Le Clan Pasquier de Jean-Daniel Verhaeghe : Ram Pasquier
- 2006 : Commissaire Cordier : Daniel Morin (épisode Témoin à abattre)
- 2006 : Kaamelott : Fearmac (épisode Le terroriste)
- 2007 : Qui va à la chasse… d'Olivier Laubacher : Daniel Valmer
- 2007 : L'Affaire Ben Barka de Jean-Pierre Sinapi : Papon
- 2007 : Pas tout de suite… de Marianne Lamour : Benjamin Didot
- 2007 : Clara Sheller d'Alain Berliner : Le père de Gilles
- 2008 : Où es-tu ? de Miguel Courtois : Le prêtre
- 2008 : L'Affaire Bruay-en-Artois de Charlotte Brändström : Maître Jean-Noël Ferrer
- 2008 : Désobéir de Joël Santoni : Aristides de Sousa Mendes
- 2009 : Myster Mocky présente de Jean-Pierre Mocky (épisode Sauvetage)
- 2009 : Facteur chance de Julien Seri : Gilbert
- 2009 : Aveugle, mais pas trop de Charlotte Brändström : Vincent
- 2010 : Une cible dans le dos de Bernard Uzan : Christian
- 2010 : Comment va la douleur ? de François Marthouret : Manuel
- 2011 : Une vie française de Jean-Pierre Sinapi : Jean Villandreux
- 2011 : Le Temps du silence de Franck Appréderis : Manuel en 1992
- 2011 : V comme Vian de Philippe Le Guay : Raymond Queneau
- 2011 : Isabelle disparue de Bernard Stora : Louis Ponton de Barsac
- 2011 : I love Périgord de Charles Nemes : Adémar
- 2012 : Le Bonheur des Dupré de Bruno Chiche : Bruno
- 2012 : Mes deux amours de Régis Musset : Hadrien Darcourt
- 2012 : Frère et Sœur de Denis Malleval : Bruno Cellini
- 2013 : La Dernière Campagne de Bernard Stora : Jacques Chirac
- 2013 : Le Goût du partage de Sandrine Cohen : Victor
- 2014 : Rouge Sang de Xavier Durringer : César Istria
- 2015 : Au revoir... et à bientôt ! de Miguel Courtois : Henri Duvallois
- 2016 : Frères à demi de Stéphane Clavier : Stan Vidal
- 2016 : Innocente de Lionel Bailliu : François Ortiz
- 2017 : Le Bureau des légendes d'Éric Rochant : Général Debailly
- 2018 : Vivre sans eux de Jacques Maillot : Martin Calbert
- 2019 : La Fin de l'été d'Hélène Angel : André
- 2019 : Cassandre : Père Gabriel (épisode Bain béni)
- 2019 : Crimes parfaits : Martial Rey (épisode Au théâtre ce soir)
- 2020 : Draculi & Gandolfi de Guillaume Sanjorge : Trésorier Arpagoun[4]
- 2021 : Le Grand Restaurant : Réouverture après travaux de Romuald Boulanger
- 2021 : Les Aventures du jeune Voltaire d'Alain Tasma : Voltaire, âgé
- 2021 : Gloria de Julien Colonna
- 2022 : Visitors de Simon Astier : Prêtre
- 2022 : La dernière Reine de Tahiti d'Adeline Darraux : Pritchard
- 2022 : Tout va bien, mini-série de Camille de Castelnau, réalisée par Éric Rochant, Xavier Legrand, Cathy Verney et Audrey Estrougo
- 2023  : Le Goût du crime de Chloé Micout : le chef Jérôme Grenadier
- 2024  : Ça, c'est Paris ! de Marc Fitoussi :  Jacques Baudry
- 2025 : Enquête en famille, mini-série de Dominique Farrugia : Philippe Rochette
- 2025 : Le Noël de Monsieur Hubert de Robin Sykes : Hubert

## Théâtre
- 1976 : Une aspirine pour deux de Woody Allen, mise en scène Francis Perrin, Théâtre du Gymnase
- 1977 : Mercredi trois quarts d'Helvio Soto, mise en scène Maurice Garrel, Petit Odéon
- 1980 : À la renverse de Michel Vinaver, mise en scène Jacques Lassalle, Théâtre national de Chaillot, Théâtre Jean Vilar Vitry-sur-Seine
- 1982 : L'Étrangleur s'excite d'Éric Naggar, mise en scène Jean Rochefort, Théâtre Hébertot
- 1982 : Trois fois rien de Catherine Allégret et Eliane Borras, mise en scène Henri Helman, Petit Montparnasse
- 2003 : La Guerre des deux Rose de Lee Blessing, mise en scène Daniel Delprat, Théâtre Rive Gauche

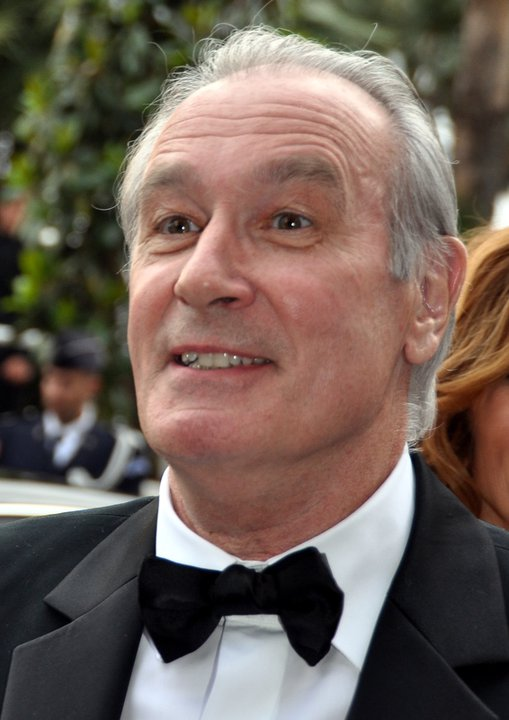
Bernard Le Coq au festival de Cannes 2011.

## Doublage

### Cinéma

#### Films
- 1982 : Enigma : Alex Holbeck (Martin Sheen)

## Distinctions

### Récompenses
- Festival de la fiction TV de Saint-Tropez 2000 : Meilleur comédien pour Mémoires en fuite[5]
- César 2003 : César du meilleur acteur dans un second rôle pour Se souvenir des belles choses
- Festival de la fiction TV de Saint-Tropez 2004 : Meilleure interprétation masculine pour La Fuite de monsieur Monde[6]
- Festival de la fiction TV de La Rochelle 2008 : Meilleure interprétation masculine pour L'Affaire Bruay-en-Artois[7]
- FIPA d'or 2013 de l'interprétation masculine pour La Dernière campagne

### Nominations
- César 1992 : César du meilleur acteur dans un second rôle pour Van Gogh
- César 2012 : César du meilleur acteur dans un second rôle pour La Conquête